# Synkrotima tsalakpmenoi
Synkrotima tsalakpmenoi is een mijtensoort uit de familie van de Carabodidae. De wetenschappelijke naam van de soort werd voor het eerst geldig gepubliceerd in 2018 door Fernandez, Theron, Leiva en Jordaan.